# Yürgen Oster

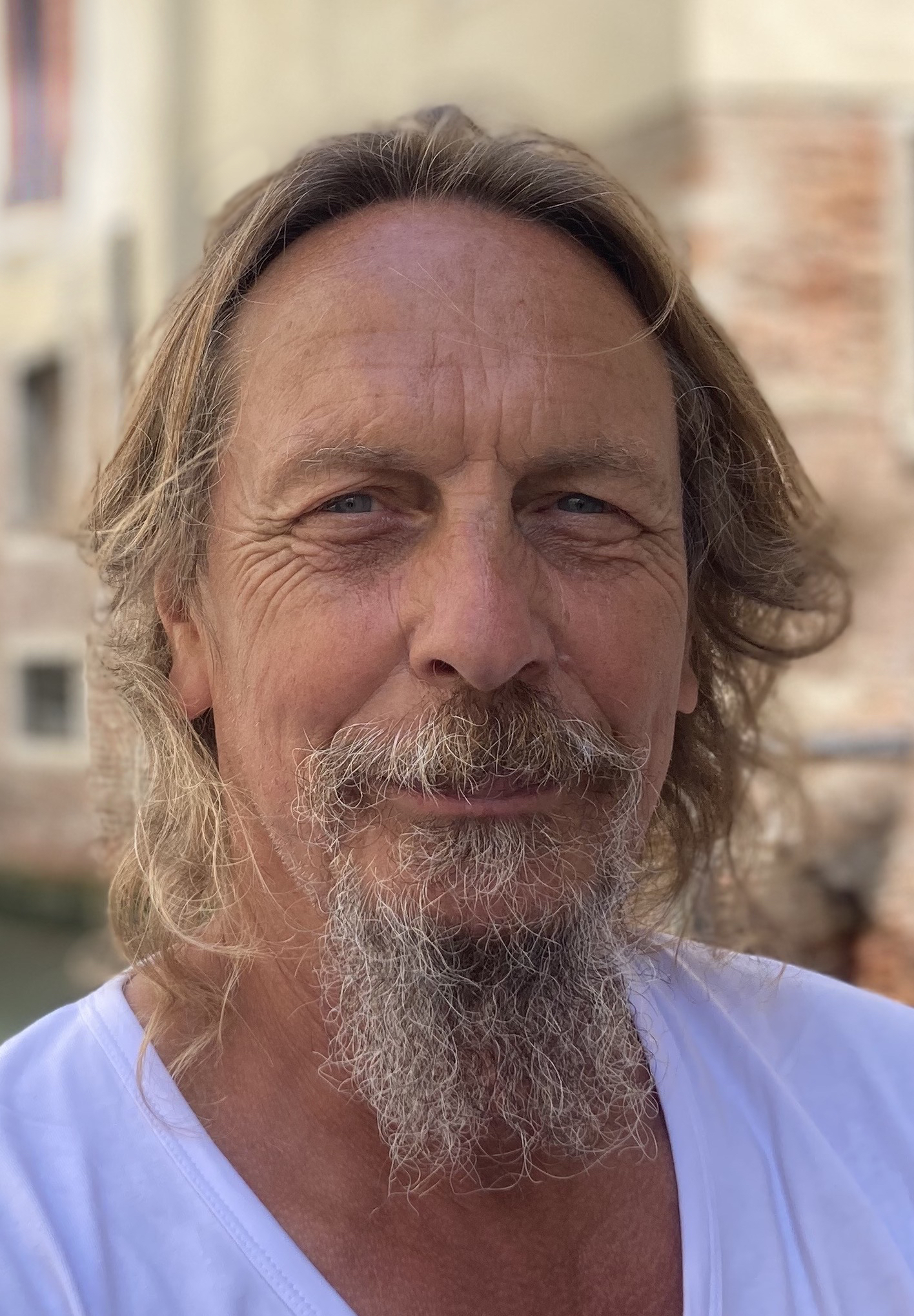
Yürgen Oster (2021)

Yürgen Oster (* 1949) ist ein deutscher Autor, der mehrere Bücher zu der chinesischen Kampfkunst Taijiquan und der Heilmethode Qigong der traditionellen chinesischen Medizin veröffentlicht hat.

## Ausbildung
Nach einem Kunststudium begann Oster 1976 die Ausbildung in Taijiquan und Qigong. Er erhielt Unterricht in den unterschiedlichen Stilen des Taijiquan: Chee Soo (London) lehrte ihn den Li-Stil, Ma Jiangbao den Wu-Stil, Fei Yuliang den Chen-Stil und bei Gia-Fu Feng (Colorado) sowie Wang Zhixiang lernte er den Yang-Stil; verschiedene Meister lehrten ihn das Tuishou. Darüber hinaus wurde er unter anderem in daoistischer Philosophie und Alchemie, Baguazhang, Xingyiquan und Wudang Qigong unterrichtet. Er besuchte die Wudangshan Daoist Wushu Academy und machte eine Tuina-Ausbildung in der alternativmedizinischen „Klinik“ für traditionelle chinesische Medizin in Bad Kötzting.

## Schriften (Auswahl)
- Taj Ji Quan. Das Dao der Bewegung. Haug, Heidelberg 1997, ISBN 3-7760-1619-1.
- Dao Shi. Die Übungen des Chen Tuan. Lotus Press, Lingen 2005, ISBN 3-935367-09-0.
- Qigong der Wudang-Mönche. Zurückkehren zum Ursprung. Springer, Wien/New York 2008, ISBN 978-3-211-75639-3.
- mit Lilo Ambach: »Keine Gnade«. Leben und Lernen bei den Kampfkunstmönchen auf dem Wudangshan. Aisthesis, Bielefeld/Basel 2010, ISBN 978-3-89528-777-0.